# الحسين بن إسماعيل المصعبي
الحسين بن إسماعيل بن إبراهيم المُصعبي، (توفي في نوفمبر 886) كان قائداً للجيش في القرن التاسع في خدمة الخلافة العباسية. كان نشطًا بشكل خاص خلال الفترة المعروفة باسم فوضى سامراء (861-870).

## حياة مهنية
كان الحسين المُصعبي على قرابة الدم للسلالة الطاهرية، ويشار إليه أحيانًا في المصادر باسم "الطاهري". في خلافة المتوكل (حكم 847–861) عينه ابن عمه محمد بن إسحاق بن إبراهيم حاكماً لفارس عام 850، وكان مسؤولاً عن قتل عمه محمد بن إبراهيم المصعبي شاغل هذا المنصب السابق.  في عام 858، ذُكر أنه كان عضوًا في حرس المتوكل عندما سافر الخليفة إلى دمشق، وفي العام التالي ورد أنه تم تعيينه كحاجب عند وفاة إبراهيم بن الحسن بن سهل.
في عام 870، ورد ذكر الحسين كمشرف على المهرجان الموسمي الوعدة أثناء الحج في ذلك العام. شغل لاحقًا منصب رئيس أمن بغداد نيابة عن محمد بن طاهر عام 885، وخلال هذه الفترة قام بحماية دير محلي من التدمير على يد الغوغاء.

## ملحوظات
1. ↑  Ibn 'Asakir 1995–2000، v. 14: p. 44.
2. ↑  Al-Ya'qubi 1883، صفحة 621; Ibn 'Asakir 1995–2000، v. 14: p. 44.
3. ↑  Al-Tabari 1985–2007، v. 34: pp. 108-09; Al-Ya'qubi 1883، صفحة 621; Bosworth 1975، صفحة 102.
4. ↑  Ibn 'Asakir 1995–2000، v. 6: p. 384; v. 14: p. 44; Cobb 1999، صفحة 255.
5. ↑  Al-Ya'qubi 1883، صفحة 621.
6. ↑  Al-Tabari 1985–2007، v. 37: p. 148.